# Ксения Чумичева
Ксения Чумичева (5 август 1987 г.) е модел, актриса, популярна блогърка и онлайн предприемач. С руски корени, израснала в Швейцария, понастоящем пребиваваща предимно в Англия и САЩ, Ксения владее пет езика (руски, италиански, английски, немски, френски).

## Биография
Ксения е родена на 5 август 1987 г. в Магнитогорск, Русия. На шестгодишна възраст се премества със семейството си в Лугано, Швейцария.
През 2010 г. завършва с бакалавърска степен по икономика университета в Лугано (Università della Svizzera italiana).

## Кариера

### Модел
Ксения започва кариерата си на модел на 12 години в родния си град. През 2006 г., на конкурса за Мис Швейцария, става едновременно първа подгласничка и „Мис фотогеничност“. Но избирането ѝ като подгласничка подбужда обществен спор и организацията на конкурса взима безпрецедентното решение да възнагради Ксения с договор подобен на този на победителката.
През май 2009 г. е избрана за „Най-добро тяло в бикини“ (Die beste Bikini-Figur) в гласуване на швейцарското списание Schweizer Illustrierte.
През 2010 се появява с фотосесия и интервю в испанското издание на модното списание GQ.

### Публичен говорител
Ксения често държи публични речи на конференции и в университети за своя онлайн бизнес, брандинг и женското лидерство. Ксения е изнасяла и две речи на конференцията TEDx споделяйки своите виждания за сексуалната дискриминация и предразсъдъците в Интернет.

### Актриса
През 2007 швейцарската марка часовници Candino използва Ксения като рекламно лице и създава рекламен клип с нейно участие.
През ноември 2008 участва в късометражния филм Deti Pozora, les enfants de la honte излъчен през 2009 на филмовия фестивал NIFFF.
През 2011 участва в късометражния филм Lines на Daniel Chamorro ; появява се и в американската комедия Without Men с участието на Ева Лонгория и Крисчън Слейтър.

### Автор
Ксения е писала месечна колонка за културното списание Schweizer Monats, както и за щатското списание Haute Living.

През 2013 създава свой собствен онлайн бизнес и фешън блог Chic Overdose.